# Pila de combustible alcalina de membrana de intercambio aniónico
Una pila de combustible alcalina de membrana de intercambio aniónico (AAEMFC ), también conocida como celda de combustible de membrana de intercambio de aniones (AEMFC), celdas de combustible de membrana alcalina (AMFC), celdas de combustible de membrana de intercambio de hidróxido (HEMFC) o celdas de combustible alcalino sólido (SAFC) es un tipo de pila de combustible alcalina que utiliza una membrana de intercambio aniónico para separar los compartimentos anódico y catódico.
Las pilas de combustible alcalinas (AFC) se basan en el transporte de aniones alcalinos, normalmente hidróxido OH-, entre los electrodos. Las AFC originales utilizaban hidróxido de potasio (KOH) acuoso como electrolito. Las AAEMFC utilizan en su lugar una membrana polimérica que transporta aniones de hidróxido.

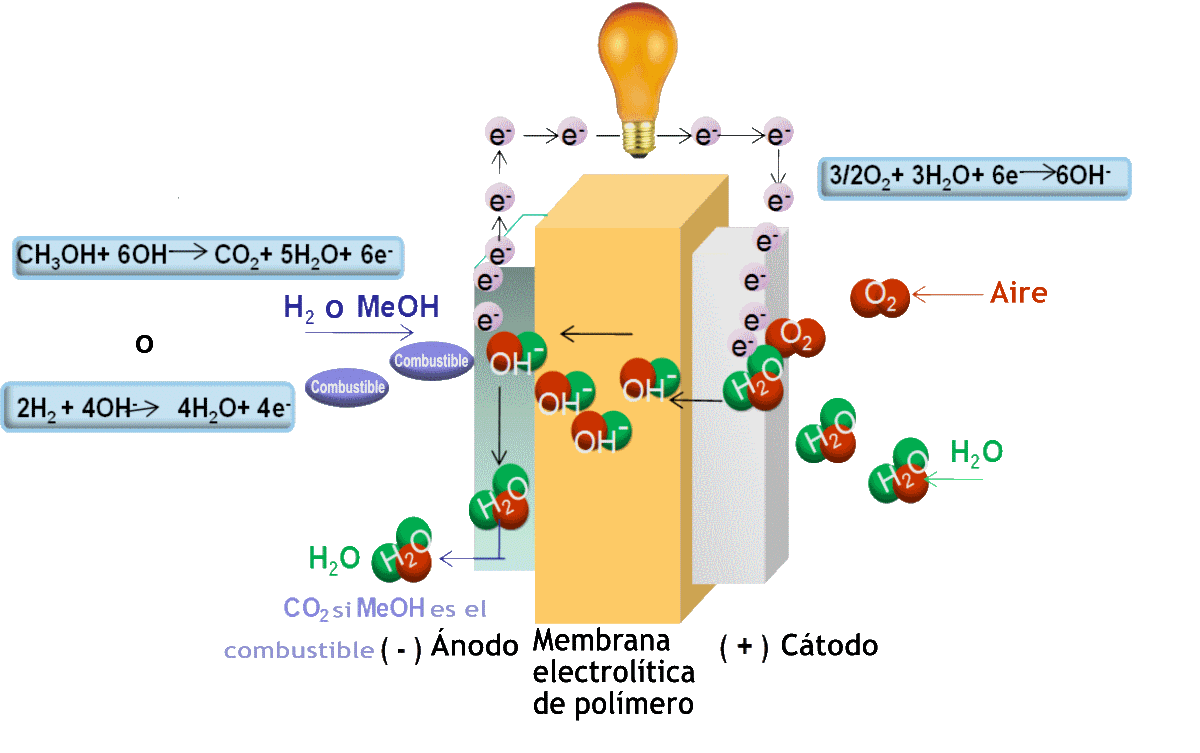
Pila de combustible de membrana alcalina de intercambio aniónico

## Mecanismo
En una AAEMFC, el combustible, hidrógeno o metanol, se suministra en el ánodo y el oxígeno a través del aire, y el agua se suministra en el cátodo. El combustible se oxida en el ánodo y el oxígeno se reduce en el cátodo. En el cátodo, la reducción de oxígeno produce iones hidróxidos (OH−) que migran a través del electrolito hacia el ánodo. En el ánodo, los iones de hidróxido reaccionan con el combustible para producir agua y electrones. Los electrones pasan por el circuito produciendo corriente.
Reacciones electroquímicas cuando el hidrógeno es el combustible.
En el ánodo: H2 + 2OH− → 2H2 O + 2e−
En el cátodo: O2 + 2H2O + 4e− → 4OH−
Reacciones electroquímicas cuando el metanol es el combustible
En el ánodo: CH3 OH + 6OH− → CO2 + 5H2O + 6e-
En el cátodo: 3/2O2 + 3H2O + 6e− → 6OH−

## Propiedades mecánicas

### Medición de propiedades mecánicas
Las propiedades mecánicas de las membranas de intercambio aniónico son relevantes para su uso en tecnologías de energía electroquímica, como las membranas de electrolito polimérico en pilas de combustible. Las propiedades mecánicas de los polímeros incluyen el módulo elástico, la resistencia a la tracción y la ductilidad. Los ensayos tradicionales de tensión-deformación utilizados para medir estas propiedades son muy sensibles al procedimiento experimental, ya que las propiedades mecánicas de los polímeros dependen en gran medida de la naturaleza del entorno, como la presencia de agua, disolventes orgánicos, oxígeno y temperatura. El aumento de la temperatura suele provocar una disminución del módulo elástico, una reducción de la resistencia a la tracción y un aumento de la ductilidad, suponiendo que no se modifique la microestructura. Cerca de la temperatura de transición vítrea, se observan cambios muy significativos en las propiedades mecánicas. El Análisis Mecánico Dinámico (AMD) es una técnica de caracterización complementaria ampliamente utilizada para medir las propiedades mecánicas de los polímeros, incluidos el módulo de almacenamiento y el módulo de pérdida en función de la temperatura.

### Métodos para aumentar las propiedades mecánicas
Un método para aumentar las propiedades mecánicas de los polímeros utilizados para las membranas de intercambio aniónico (MIA) consiste en sustituir los grupos ternarios convencionales de amina e intercambio aniónico por grupos cuaternarios injertados. Estos ionómeros dan lugar a grandes módulos de almacenamiento y de Young, una elevada resistencia a la tracción y una gran ductilidad. El intercambio del contraión de hidróxido a iones de carbonato de hidrógeno, carbonato y cloruro mejora aún más la resistencia y el módulo elástico de las membranas. Narducci y sus colegas concluyeron que la absorción de agua, relacionada con el tipo de anión, desempeña un papel muy importante en las propiedades mecánicas. Zhang y sus colegas prepararon una serie de MIA de poli(óxido de 2,6-dimetil-1,4-fenileno) (PPO) robustas y reticuladas con cationes de imidazolio químicamente estables mediante la cuaternización de imidazoles sustituidos por C1, C3 y C4 y su reticulación a través de la química del "tiol-eno". Estos MIA reticulados mostraron excelentes propiedades de formación de película y una mayor resistencia a la tracción debido al aumento de las interacciones entrelazadas en las cadenas poliméricas, lo que a su vez incrementó la absorción de agua. Esta estrecha relación entre la absorción de agua y las propiedades mecánicas refleja los hallazgos de Narducci y sus colegas. Los hallazgos de Zhang et al. sugieren que la reticulación de materiales conductores aniónicos con cationes orgánicos estables protegidos estéricamente es una estrategia eficaz para producir MIA robustas para su uso en pilas de combustible alcalinas.

## Comparación con la pila de combustible alcalina tradicional
La pila de combustible alcalina utilizada por la NASA en los años 60 para el programa Apolo y el transbordador espacial generaba electricidad con un rendimiento cercano al 70% utilizando una solución acuosa de KOH como electrolito. En esa situación, el CO2 que entra a través de la corriente de aire oxidante y que se genera como subproducto de la oxidación del metanol, si el metanol es el combustible, reacciona con el electrolito KOH formando CO32-/HCO3-. Lamentablemente, como consecuencia, el K2CO3 o el KHCO3 precipitan en los electrodos. Sin embargo, se ha descubierto que este efecto se mitiga mediante la eliminación de los contraiones catiónicos del electrodo, y varios grupos industriales y académicos, entre los que destaca Varcoe, han descubierto que la formación de carbonato es totalmente reversible. Se han desarrollado sistemas de CO2 de bajo coste que utilizan aire como fuente oxidante. En la pila de combustible de membrana alcalina de intercambio aniónico, el KOH acuoso se sustituye por una membrana electrolítica de polímero sólido, que puede conducir iones de hidróxido. De este modo se podrían superar los problemas de las fugas de electrolito y la precipitación de carbonatos, sin dejar de aprovechar las ventajas del funcionamiento de una pila de combustible en un entorno alcalino. En las pilas de combustible AAEMFC, el CO2 reacciona con el agua formando H2CO3, que a su vez se disocia en HCO3- y CO32-. La concentración de equilibrio de CO32-/HCO3- es inferior al 0,07% y no se produce precipitación en los electrodos en ausencia de cationes (K+, Na+). Sin embargo, la ausencia de cationes es difícil de conseguir, ya que la mayoría de las membranas están condicionadas a formas funcionales de hidróxido o bicarbonato a partir de su forma halógena inicial, químicamente estable, y pueden afectar significativamente al rendimiento de la pila de combustible tanto por adsorción competitiva a los sitios activos como por ejercer efectos de capa de Helmholtz.
En comparación, frente a las celdas de combustible alcalinas, las celdas de combustible de membrana de intercambio de aniones alcalinos también protegen el electrodo de la precipitación de carbonato sólido, lo que puede causar problemas de transporte de combustible (oxígeno/hidrógeno) durante el arranque. 
La gran mayoría de las membranas/ionómeros que se han desarrollado son totalmente de hidrocarburos, lo que facilita mucho el reciclado del catalizador y reduce el cruce de combustibles. El metanol tiene la ventaja de que es más fácil de almacenar y transportar y tiene una mayor densidad energética volumétrica en comparación con el hidrógeno. Además, el cruce de metanol del ánodo al cátodo es menor en las pilas AAEMFC que en las PEMFC, debido a la dirección opuesta del transporte de iones en la membrana, del cátodo al ánodo. Además, el uso de alcoholes superiores como el etanol y el propanol es posible en las pilas AAEMFC, ya que el potencial anódico en las pilas AAEMFC es suficiente para oxidar los enlaces C-C presentes en los alcoholes.

### Dificultades
El mayor reto a la hora de desarrollar pilas AAEMFC es la membrana de intercambio aniónico (MIA). Una MIA típica se compone de un polímero con grupos catiónicos de intercambio iónico unidos para facilitar el movimiento de los iones OH− libres. Es el caso inverso al del Nafion utilizado en las pilas PEMFC, en el que un anión está unido covalentemente al polímero y los protones saltan de un sitio a otro. El reto consiste en fabricar MIA con alta conductividad de iones OH y estabilidad mecánica sin deterioro químico a pH y temperaturas elevados. Los principales mecanismos de degradación son la eliminación de Hofmann cuando hay β-hidrógenos presentes y el ataque nucleofílico directo por iones OH en el sitio catiónico. Un enfoque para mejorar la estabilidad química frente a la eliminación de Hofmann es eliminar todos los β-hidrógenos en el sitio catiónico. Todas estas reacciones de degradación limitan la química de la espina dorsal del polímero y los cationes que pueden incorporarse para desarrollar las MIA.
Otro desafío es lograr una conductividad de iones OH− comparable a la conductividad H+ observada en las PEMFC. Dado que el coeficiente de difusión de los iones OH− es la mitad del de H+ (en agua a granel), se necesita una mayor concentración de iones OH- para lograr resultados similares, lo que a su vez requiere una mayor capacidad de intercambio iónico del polímero. Sin embargo, una capacidad de intercambio iónico elevada provoca un hinchamiento excesivo del polímero al hidratarse y la pérdida concomitante de propiedades mecánicas.
La gestión del agua en las AEMFC también se ha mostrado como un reto. Investigaciones recientes han demostrado que el equilibrio cuidadoso de la humedad de los gases de alimentación mejora significativamente el rendimiento de la celda de combustible.